# Aeroportul Bam
Aeroportul Bam (IATA: BXR, ICAO: OIKM) este un aeroport din Bam, Central District⁠(d), Bam County⁠(d), Kerman⁠(d), Iran ce deservește zona Bam.
Situat la o altitudine de 985 m, aeroportul dispune de o singură pistă.